# Holothele sericea
Holothele sericea är en spindelart som först beskrevs av Simon 1903.  Holothele sericea ingår i släktet Holothele och familjen fågelspindlar. Inga underarter finns listade i Catalogue of Life.